# Elise Eberle
Elise Eberle (* 6. März 1993 in Albuquerque, New Mexico) ist eine US-amerikanische Schauspielerin und  Model.

## Leben
Eberle, geboren in Albuquerque, New Mexico, machte ihr Schauspieldebüt in Drake Doremus' Breathe In auf dem Sundance Festival. Nachfolgend übernahm sie Hauptrollen in Verfilmungen wie Tiger Eyes und As Cool As I Am. Ihr Umzug nach Los Angeles brachte Anerkennung von der Zeitschrift Rolling Stone und Wall Street Journal, gefolgt von einer wiederkehrenden Rolle in der Fernsehserie Salem und Auftritten in The Last Tycoon und den letzten beiden Staffeln von Shameless.
Im Musikbereich war sie in The Lumineers’ „Sleep on the Floor“-Video zu sehen. Eberle widmet sich auch dem Modeln und der Malerei.

## Filmografie
(Quelle: )
- 2005: Confessions of a Reluctant Bra Buyer (Kurzfilm)
- 2006: Astronaut Farmer
- 2007: Born to Be Wild – Saumäßig unterwegs
- 2007: Teardrop (Kurzfilm)
- 2008: Girl Alone (Kurzfilm)
- 2008: Breaking In (Kurzfilm)
- 2009: Love N’ Dancing
- 2009: A Lucky Break (Kurzfilm)
- 2009: After School (Kurzfilm)
- 2011: Lemonade Mouth – Die Geschichte einer Band (Fernsehfilm)
- 2012: Tiger Eyes
- 2013: Breathe in – Eine unmögliche Liebe
- 2013: As Cool as I Am
- 2013: Silversun Pickups: Dots and Dashes (Enough Already) (Musikvideo)
- 2014: Rizzoli & Isles (Fernsehserie, 1 Folge)
- 2014: Chasing the Devil
- 2014 – 2017: Salem (Fernsehserie, 36 Folgen)
- 2015: Zero (Kurzfilm)
- 2015: American Virgin (Kurzfilm)
- 2015: Actress (Kurzfilm)
- 2016: American Pride (Kurzfilm)
- 2016: The Lumineers: Sleep on the Floor (Musikvideo)
- 2017: The Lumineers: The Ballad of Cleopatra (Musikvideo)
- 2017: The Last Tycoon (Fernsehserie, 3 Folgen)
- 2017: Like a Racehorse (Kurzfilm)
- 2019: A Call to Spy
- 2019 – 2021: Shameless: Nicht ganz nüchtern (Fernsehserie, 12 Folgen)
- 2020: Shameless Hall of Shame (Fernsehserie, 1 Folge)
- 2021: Portal Runner
- 2022: Bump (Kurzfilm)
- 2022: Navy CIS (Fernsehserie, 1 Folge)
- 2023: Falsies (Kurzfilm)[4]